# Море деревьев
«Мо́ре дере́вьев» (англ. The Sea of Trees), также известен как «Лес самоубийц» — мистическая драма режиссёра Гаса Ван Сента. Главные роли исполнили Мэттью Макконахи, Кэн Ватанабэ и Наоми Уоттс.
Сюжет фильма повествует об американце, который пытается свести счёты с жизнью в японском «Лесу самоубийц» у подножья горы Фудзияма — популярном месте для самоубийств, где встречает японца (Кэн Ватанабэ) со схожей мотивацией. Вместе мужчины начинают путешествие по лесу, попутно анализируя свою жизнь. Съёмки начались 28 июля 2014 года и проходили в городе Фоксборо, штат Массачусетс, а также на территории Японии. Премьера фильма состоялась в основном конкурсе Каннского кинофестиваля 2015 года.

## Сюжет
Артур Бреннан, адъюнкт-профессор физики, отправляется в Лес самоубийц с запечатанным пакетом. Оказавшись там, он пытается покончить с собой передозировкой лекарствами, но встречает японца Такуми Накамуру. Такуми вошёл в лес за два дня до этого и порезал себе запястья за то, что его понизили на работе, но вскоре понял, что будет скучать по жене и дочери. С тех пор он пытался выбраться из глухого леса, но не мог найти обратный путь. Артур решает помочь ему, но в конечном итоге оба оказались дезориентированными и потерялись. Чтобы чем-то отвлечь себя, они делятся подробностями своей жизни, включая имена жены и дочери Такуми: «Кииро» и «Фую».
В воспоминаниях выясняется, что брак Артура своей женой Джоан, агентом по недвижимости, трещит по швам. Джоан обиделась на Артура за его роман со своей коллегой, Габриэллой, и всегда ставила его нужды выше собственных. Артур презирал алкоголизм Джоан и постоянную потребность унизить его за то, что он зарабатывает меньше денег, чем она. Однажды ночью у Джоан начинается сильное кровотечение из носа после жестокого спора. Они попадают в больницу, где у неё диагностируют опухоль головного мозга. Джоан и Артур медленно возрождают любовь друг к другу. После операции они вспоминают о поездках в свой дом у озера, где Джоан часами гуляла среди орхидей. Он говорит, что отвезёт её туда, когда она полностью выздоровеет.
Джоан отправляют в реабилитационную больницу. Артур следует за каретой скорой помощи в своей машине, разговаривая с ней по телефону. Он шутит о том, что не знает, какие у неё любимые цвет и время года. Прежде чем Джоанна успевает ответить, грузовик врезается в машину скорой помощи, убивая её. На ее похоронах Артур говорит распорядителю похорон, что на самом деле не знал её даже после многих лет брака. Распорядитель отвечает, что он слышал, как одна из сестёр Джоан говорила, что она отправила копию любимой книги Джоан в дом Артура.
Вернувшись в настоящее, Артур и Такуми пытаются сбежать из леса. Они переживают падения, внезапные наводнения, обезвоживание и переохлаждение в течение одной ночи. По пути они сталкиваются с телами других людей, которым удалось покончить с собой. Они укрываются в палатке с трупом, который принёс с собой предметы первой необходимости. Сидя у костра, Артур говорит Такуми, что он в лесу из-за своей вины за то, как они с Джоан обращались друг с другом.
На следующее утро Артур оставляет больного Такуми у палатки, чтобы попытаться найти помощь. Он обещает Такуми вернуться за ним. Артур использует рацию от умершего кемпера и вступает в контакт с смотрителями парка. Он пытается помочь, но слишком слаб, чтобы сообщить им, что Такуми всё ещё в лесу.
12 дней спустя Артур проходит обследование у больничного психиатра перед его освобождением. Его планы — вернуться в лес и найти Такуми; психиатр сообщает ему, что рейнджеры нашли палатку, о которой он говорил, но не нашли там никого. Она также утверждает, что нет никого по имени Такуми Накамура, у которого есть жена и дочь с именами, упомянутыми Такуми, и что камера у входа в парк показывает только Артура, входящего в лес.
Артур возвращается в лес и находит неоткрытый пакет, который он оставил, когда впервые нашел Такуми. Артур находит палатку и пальто, которое он использовал, чтобы укрыть Такуми для тепла, но находит красивую орхидею на месте Такуми. Он вспоминает, как Такуми описывал лес как форму чистилища, где духи ваших близких наиболее близки в самые мрачные моменты. Он открывает пакет, содержащий любимую книгу Жанны: экземпляр «Гензель и Гретель». Артур понимает, что Такуми был духом Джоан, и помогает ему избавиться от вины.
Артур возвращается в Соединённые Штаты и приносит с собой орхидею. В рабочее время ученик Артура Эрик раскрывает, что имена жены и дочери Такуми — это не имена, а слова, означающие «жёлтый» и «зима». Артур вспоминает последний разговор с женой о её любимом цвете и сезоне. Он отправляется в дом у озера и сажает орхидею в саду Джоан.

## В ролях
- Мэттью Макконахи — Артур Бреннан[6]
- Кэн Ватанабэ — Такуми Накамура[3]
- Наоми Уоттс — Джоан Бреннан[7]
- Кэти Аселтон — Габриэлла Лафорте[8]
- Джордан Джаварис — Эрик[9]

## Производство
5 декабря 2013 года было объявлено, что Гас Ван Сент будет режиссёром фильма «Море деревьев» о японском «Лесе самоубийц». 4 февраля 2014 года Мэттью Макконахи присоединился к актёрскому составу фильма, в качестве одного из главных персонажей — второго должен был сыграть Кэн Ватанабэ. 13 мая появилась информация, что продюсер Кен Као будет финансировать фильм через свою компанию Waypoint Entertainment, вторым продюсером выступил Джил Неттер и его фирма Netter Productions. 15 мая было объявлено, что Наоми Уоттс исполнит главную женскую роль в этом фильме, бюджет которого оценивается в 25—28 млн долларов. Во время Каннского кинофестиваля, были проданы права на дистрибуцию фильма: компания Entertainment One будет дистрибьютором ленты в Великобритании, Австралии и Новой Зеландии, а Sony Pictures Worldwide на территории Восточной Европы, Латинской Америки и Скандинавии. 15 августа Кэтрин Аселтон присоединилась к актёрскому составу, она сыграет роль женщины, которая имеет отношения с персонажем Макконахи. 30 сентября было объявлено, что Джордан Джаварис также исполнит одну из ролей в этом фильме.

### Съёмки
15 мая 2014 года Макконахи и режиссёр Гас Ван Сент рассказывали о предстоящем фильме, начало работы было запланировано на 15 июля, Ван Сент сказал: «Моя последняя надежда, попытаться снять фильм в Японии, если всё пойдёт слишком сложно, мы, наверное, переедем снимать на северо-запад США, где имеются схожие природные ландшафты».
Основные съёмки фильма стартовали 28 июля 2014 года в городе Фоксбро. Съёмочная группа работала в глубине леса в государственном лесу Гилберт Хиллс, а также в часовне близ реки Кокассет. Публицист Грегг Бриллиант писал: «Кинематографисты осмотрели около пяти мест по всей стране. События фильма происходит в Японии и на северо-востоке США, мы выбрали штат Массачусетс. Это красивое место».
Съёмки в Массачусетсе продолжались до сентября, после чего — переместились в Японию. Основные съёмки завершились 30 сентября 2014 года, затем началась стадия постпродакшена в Лос-Анджелесе.

## Отзывы критиков
По итогам премьерного показа фильма на Каннском фестивале журналисты из онлайн-издания Lenta.ru написали следующий отзыв: 
Всё настолько тоскливо и предсказуемо, что только диву даёшься. Масса банальных реминисценций из прошлого (герой всё время вспоминает ссоры с женой) мозолят глаза, фильм буксует, больше напоминая ученическую зарисовку студента киношколы, чем работу автора такого уровня. Крайностью выглядит медлительная съёмка природы в духе программ National Geographic, фиксация на тех самых деревьях, которых действительно море, пещерах, цветочках и прочих японских красотах. И ещё эта навязчивая музыка, сопровождающая каждый шаг персонажей — как из первобытной эры кино. Режиссёр утверждает, что вдохновился самурайскими историями о самоубийствах, но чтобы это понять, приходится побороть двухчасовой сон и привыкнуть к выражению страдания на лице главной современной кинозвезды Америки, никак не вяжущимся с его привычным образом крутого чувака. В общем, самое большое разочарование фестивальной программы.

Антон Долин из журнала «Афиша» назвал фильм «пожалуй, самой провальной работой режиссёра», автор отметил, что в нём нет той метафизики, которой Ван Сент упивался в этапных фильмах схожего содержания — «Джерри» или «Последних днях», а лишь мистически-выспренние банальности в духе позднего М.Найта Шьямалана. Он подытожил: 
Почему мастер дал маху, можно только гадать. Сценарий — дрянь, музыка — ужас, актёры беспомощны, хоть и стараются, но подпись-то под этим ставил режиссёр, и некого винить, кроме него. Не исключено, что смерть слишком серьёзный материал, чтобы увлекаться им настолько всерьёз и надолго. Или расстанешься с жизнью, или — что предпочтительно, но тоже не сахар — превратишься в посмешище.
Также отмечался невероятно низкий рейтинг фильма — большинство критиков поставило киноленте оценку «очень плохо». Так, в свою очередь, штатный критик газеты Variety Джастин Чанг посетовал, что в эту киноленту «впихнули сразу несколько скверных фильмов»
На сайте Rotten Tomatoes фильм имеет рейтинг 12 % со средней оценкой 3,5 балла из 10 на основе 42 рецензий.